# Kostel svatého Jindřicha (Karviná)
Kostel svatého Jindřicha v Karviné (nyní městská část Doly), zvaný též jako nový, byl římskokatolický kostel v původním městě Karvinná. V důsledku důlních vlivů byl kostel zbourán na začátku 60. let. 20. století.

## Historie
Kostel byl postaven v novorenesančním stylu podle plánů architekta Bohuslava Černého, samotnou stavbu, která začala 4. června 1893, prováděl Hugo Königsberger. Kostel byl dokončen v roce 1897. Kostel dokázal pojmout 4 000 věřících, náklady na výstavbu činily jeden milión korun, z toho 300 000 poskytl majitel karvinského velkostatku hrabě Jindřich Larisch-Mönnich.
Kostel byl postaven na pískovcovém podkladu, stavba se vyzdívala z cihel a strop byl tvořen prkenným bedněním. Kostel dosahoval 66,2 metrů na délku a 34 metrů na šířku (v nejširším místě). Kostel mohl pojmout až 4 tisíce lidí.
Hlavní oltář kostela byl z mramoru, zasvěcený sv. Jindřichovi. V roce 1898 byly pořízeny dva postranní oltáře sv. Františka z Assisi a sv. Barbory. V tom stejném roce byly pořízeny taktéž varhany. V roce 1900 byl pořízen další postranní oltář, stejně jako o dva roky později další.
Na budově kostela se podepisovaly důlní vlivy – kostel byl několikrát opravován, v 30. letech 20. století došlo k velké opravě. Státní památkový úřad v Brně označil kostel jako „umělecky hodnotnou architekturu“ dne 29. listopadu 1951 a zapsal jej do seznamu památek. V tomto měsíci taktéž vznikla petice občanů za záchranu tohoto kostela, ovšem měla jen 20 signatářů. Sám památkový úřad doporučoval, že je ve veřejném zájmu, aby byl kostel zachován.
V roce 1954 se začaly výrazněji projevovat důlní vlivy, na základě prohlídky budovy ze dne 20. listopadu 1954 byly zjištěny nové trhliny značného rozsahu a taktéž rozšíření v dlažbě a ve zdivu u podsklepené části.
Vzhledem k zhoršujícímu se stavu došlo k rozhodnutí o uzavření kostela pro veřejné používání od 18. dubna 1955. Bohoslužby se nadále konaly jen v boční kapli se samostatným vstupem zvenku. Vybavení kostela bylo postupně demontováno a přeneseno do jiných kostelů (například varhany jsou umístěny v kostele sv. Petra a Pavla v Albrechticích). Demolice kostela proběhla 12. října 1960.